# Lillian Albertson
Lillian Albertson (Noblesville, 6 agosto 1881 – Los Angeles, 24 agosto 1962) è stata un'attrice e produttrice cinematografica statunitense attiva particolarmente nel teatro.

## Biografia
Attrice teatrale notissima agli inizi del secolo scorso, svolse nel cinema un'attività marginale, apparendo in piccole parti da caratterista fra gli anni '40 e '50.
Fu la moglie del noto attore teatrale Louis Owen Macloon ed è nota poiché scoprì il talentuoso Clark Gable affidandogli alcune parti in lavori teatrali.
Dopo un'intera esistenza amorevolmente dedicata allo spettacolo, Lillian Albertson si spense all'età di 81 anni nel 1962 a Los Angeles, in California.

## Filmografia parziale
- La setta dei tre K (Storm Warning), regia di Stuart Heisler (1951)
- Più forte dell'amore (The Blue Veil), regia di Curtis Bernhardt (1951)
- Il più grande spettacolo del mondo (The Greatest Show on Earth), regia di Cecil B. DeMille (1952)
- I dieci comandamenti (The Ten Commandments), regia di Cecil B. DeMille (1956)